# ديكيلو باغيتا
سيرج ديكيلو باغيتا (بالفرنسية: Serge Dikulu Bageta)‏ (مواليد 24 مارس 1978 في كينشاسا) لاعب كرة قدم كونغولي ديمقراطي دولي يجيد اللعب في خط الدفاع . يلعب حاليا لصالح نادي ماريتزبورغ يونايتد الجنوب الأفريقي منذ سنة 2008 .

## روابط خارجية
- ديكيلو باغيتا على موقع قاعدة بيانات كرة القدم.إي يو (الإنجليزية)
- ديكيلو باغيتا على موقع ناشيونال فوتبول تيمز (الإنجليزية)